# Šefik Džaferović
Šefik Džaferović (Zavidovići, 9 de septiembre de 1957) es un político bosnioherzegovino, perteneciente al Partido de Acción Democrática (SDA) y exmiembro bosniaco de la Presidencia de Bosnia y Herzegovina.

## Carrera
En 1996, fue elegido miembro del concejo del cantón de Zenica-Doboj. En el mismo año se convirtió en delegado en la Casa de los Pueblos de la Federación de Bosnia y Herzegovina. Cuatro años más tarde ingresa a la cámara alta del Parlamento de Bosnia y Herzegovina. En las elecciones de 2002 se convierte en miembro de la cámara baja del parlamento, en 2014 es reelegido con 30.000 votos. En las elecciones presidenciales de octubre de 2018 ganó para ser el miembro bosniaco de la Presidencia de Bosnia y Herzegovina con más del 36% de los votos, asumiendo el cargo el 20 de noviembre de 2018, junto con Željko Komšić (miembro croata) y Milorad Dodik (miembro serbio).